# Tate St Ives
Pour les articles homonymes, voir Tate (musées) et Tate.
La Tate St Ives est un des musées de la Tate. Il est situé à St Ives, en Cornouailles. Il a été construit sur le site d'une ancienne usine et ouvert en 1993. Il reçoit environ 210.000 visiteurs chaque année. En 2015, il a reçu des fonds pour unei expansion, qui va doubler la taille de l’espace d’exposition. Fermé en octobre 2015 pour la rénovation, il a rouvert en mars 2017.

## Histoire
La Tate St Ives est un musée créé en 1993 par les architectes Eldred Evans & David Shalev, et correspond à un projet financé en partie par le Département de la Culture, des Médias et du Sport du Gouvernement du Royaume-Uni. Il appartient au Groupe Tate et constitue un des quatre musées du Groupe Tate, avec la Tate Modern à Londres, la Tate Britain également à Londres et la Tate Liverpool.
Son nom rappelle l’ école de St Ives, un groupe de peintre de la région formé en 1928 par Ben Nicholson, Alfred Wallis et Christopher Wood. Le musée présente d’ailleurs des œuvres de ces artistes.
En janvier 2015, la Tate St Ives a reçu 3,9 millions de £ pour construire une extension et doubler l'espace disponible d’exposition. Le projet associe également les deux architectes initiaux, Eldred Evans & David Shalev,. La Tate St Ives a été fermé en octobre 2015 pour ces travaux. La réouverture est prévue au mois d’avril 2017.

## Collections & expositions
- Alfred Wallis (1855 – 1942)
- Barbara Hepworth voir aussi "Barbara Hepworth Museum"
- Ben Nicholson (1894 - 1982)
- Bernard Leach (1887-1979)
- Bryan Wynter (en) (1915 – 1975)
- Christopher Wood
- Frances Hodgkins (1869 - 1947)
- Ian Hamilton Finlay
- James Abbott McNeill Whistler
- John Wells (en) (1907 – 2000)
- John Reinhard Weguelin (en) (1849–1927)
- Marianne Stokes
- Naum Gabo
- Patrick Heron
- Peter Lanyon
- Roger Hilton (1911 – 1975)
- Simon Starling
- Stanhope Forbes
- Terry Frost
- Sandra Blow (en) (1925 – 2006)
- Yankel Feather (en) (1920 - 2009)
- Alan Lowndes (en) (1921–1978)
- Tony O'Malley (en) (1913 – 2003)